# 英厄·德克尔
英厄·德克尔（荷蘭語：Inge Dekker，1985年8月18日—），生于荷兰阿森，荷兰女子游泳运动员。曾参加2004年、2008年、2012年和2016年四届奥运，共收获1枚金牌、1枚银牌和1枚铜牌。